# 圣朱利安-克莱奈站
圣朱利安-克莱奈站是法国的一个铁路车站，位于法国东部市镇圣朱利安境内，因其同时靠近克莱奈而得名。

## 位置
圣朱利安-克莱奈站位于圣朱利安市区的西北部。车站大致呈南北走向，开口朝东。

## 设施
圣朱利安-克莱奈站是一个无人看守的乘降所，没有任何人工售票设施及自动售票机，在热莫站上车的乘客需主动购票或使用通勤卡。

## 停靠线路
以下列车线路在圣朱利安-克莱奈站停靠：
| 圣朱利安-克莱奈站列车线路表 |      |                 |        |              |
| 线路                        | 车种 | 上一站          | 下一站 | 大致运行频率 |
| 第戎—蒂耶河畔伊斯           | TER  | 布勒蒂尼-诺尔日 | 热莫   | 每天4~12趟   |
| 1.                          |      |                 |        |              |

## 配套交通

### 长途客车
圣朱利安-克莱奈站附近暂无长途客运线路，当铁路线施工或罢工时，SNCF可能会提供途径克莱奈市区的大巴车线路。

### 市内交通
圣朱利安-克莱奈站附近暂无城市公共交通线路。

### 社会车辆
圣朱利安-克莱奈站门口可停放少量社会车辆。

## 临近车站
| 圣朱利安-克莱奈站（Gare de Saint-Julien - Clénay） |                        |          |
| 上行车站                                           | 线路                   | 下行车站 |
| 布勒蒂尼-诺尔日站                                  | 第戎－蒂耶河畔伊斯铁路 | 热莫站   |
| - 本表仅显示运营中的线路及车站                     |                        |          |